# Закликов
Закликов (пољ. Zaklików) град је у Пољској у Војводству поткарпатском. По подацима из 2012. године број становника у месту је био 3010.

## Становништво
| 2012. |
| ----- |
| 3.010 |